# Ольшванг, Хельга Юльевна
Хельга Юльевна Ольшванг (Ландауэр; род. 1969, Москва) — русский поэт, сценарист и кинорежиссёр.

## Биография
Окончила сценарный факультет ВГИКа и аспирантуру. Автор и режиссёр документальных фильмов; участник международных кинофестивалей. C 1996 года живёт в США (Нью-Йорк).
Публикует стихи с 1996 года (журналы «Знамя», «Арион», «Интерпоэзия», «Крещатик», «Новый мир», «Воздух», «Шо», антология «Освобождённый Улисс» и др.), в переводе на английский язык — в изданиях Modern Poetry in translation, Plume, Traffica Europe.

## Книги
- 96-я книга. — М.: «Композитор», 1996.
- Тростник: Книга стихотворений. — СПб.: «Пушкинский фонд», 2003. — ISBN 5-89803-104-9.
- Стихотворения. — СПб.: «Пушкинский фонд», 2005. — ISBN 5-89803-133-2.
- Версии настоящего. — М.: «Русский Гулливер», 2013 — ISBN 978-5-91627-078-5
- Трое. — NY.: «Айлурос», 2015.
- Голубое это белое. — М.: АРГО-РИСК, 2016. — Серия журнала «Воздух».
- Свёртки. — М.: Культурная Революция, 2018. — ISBN 978-5-6040343-8-5.